# Balázs Márta
Balázs Márta, születési nevén Bleier Márta, férjezett Kertész Tiborné (Szolnok, 1927. december 12. – Budapest, 1994. szeptember 3.) orvos, patológus, gasztroenterológus, az orvostudományok kandidátusa (1971), doktora (1989).

## Életpályája
Balázs (Bleier) Imre (1896–1949) ékszerész, órásmester és Lusztig Mária (1897–1981) leányaként született zsidó polgári családban. Tizenhét éves korában családjával együtt deportálták. Hazatérése után a Szolnoki Magyar Királyi Állami Bánffy Katalin Leánygimnáziumban érettségizett, majd beiratkozott a budapesti Pázmány Péter Tudományegyetem Orvostudományi Karára. 1951-ben megalakult az önálló Budapesti Orvostudományi Egyetem, ahol ugyanabban az évben megkapta általános orvosi oklevelét. Ám ekkor újabb meghurcoltatás várt rá: mint megbízhatatlan polgári elemet rövid időre kitelepítették a Hajdú-Bihar megyei Sápra. 1951–1952-ben a budapesti Amerikai úti Szeretetkórház Sebészeti Osztályának segédorvosa volt. 1952–1955 között az Orvostovábbképző Intézet Kórbonctani és Kórszövettani Osztályának gyakornoka volt, és 1955-ben kórbonc- és szövettani szakorvosi vizsgát tett. 1955–1965 között ugyanott egyetemi tanársegéd, 1965–1973 között egyetemi adjunktus volt. Meghívást kapott a Fővárosi János Kórház Kórbonctani és Kórszövettani Osztályára, ahol 1973. február 1-jén foglalta el a patológiai intézet főorvosi állását. 1984–1985-ben a Semmelweis Orvostudományi Egyetem Patológiai Intézetének egyetemi docense és az Intézet igazgatóhelyettese volt. 1985-től 1994-ig igazgató-főorvosként működött. Hatvanöt éves korában vonult nyugalomba, de a Budai MÁV Szanatórium Patológiai Osztályának haláláig osztályvezető főorvosa maradt.
Tagja volt a Magyar Tudományos Akadémia Patológiai Bizottságának (1985-től), a Magyar Gasztroenterológus és a Magyar Patológus Társaság vezetőségének és az Európai Patológus Társaságnak (1981-től).
A Kozma utcai izraelita temetőben nyugszik.

## Családja
Férje 1950-től Kertész Tibor (1922–1999) orvos, aneszteziológus. Gyermekei Kertész István (1956–1995) rabbi és Kertész Judit.

## Díjai, elismerései
- Baló József-emlékérem
- Markusovszky-díj (1966; 1987)
- Pro Optimo Merito in Gastroenterologia Emlékérem (1993)

## Főbb művei
- A vesemedence laphámrákjáról. Gönnert Lászlóval. (Magyar Onkológia, 1961)
- A petefészek dermoid tömlőinek rosszindulatú átalakulásáról. Kiss Csabával. (Magyar Nőorvosok Lapja, 1963)
- Über die Uretergeschwülste. (Acta Chirurgica, 1964)
- A vékonybél daganatai. Kertész Tiborral. (Orvosi Hetilap, 1967)
- A porphyriás májkárosodásokról. (MÁV Egészségügyi Intézet Közleményei, 1970)
- Epeútelzáródás-okozta májelváltozások patomorfológiája. Kandidátusi értekezés. (Budapest, 1970)
- Kísérletes extrahepaticus cholestasis elektronmikroszkópos vizsgálata. Többekkel. (Morphológiai és Igazságügyi Orvosi Szemle, 1971)
- Chlorpromazinnal előidézett májkárosodás elektronmikroszkópos vizsgálata. Juhász Jenővel. (Morphológiai és Igazságügyi Orvosi Szemle, 1973)
- Morfológiai és biokémiai megfigyelések élőben diagnosztizált Reye-szindrómás csecsemőben. Czinner Antal, Lukács V. Ferenccel. (Gyermekgyógyászat, 1977)
- A máj focalis nodularis hyperplasiájáról, antikoncipiens szerek szedésével kapcsolatban. Gergely Rezsővel, Kostic Szilárddal. (Magyar Sebészet, 1978)
- Vastagbélrákkal szomszédos „tranzicionális” nyálkahártya elektronmikroszkópos vizsgálata, különös tekintettel a myofibroblastos stroma- reakcióira. Kovács Ágotával. (Morphológiai és Igazságügyi Orvosi Szemle, 1981)
- A gastrointestinalis traktus carcinoid tumorjainak sebészeti vonatkozásai. Többekkel. (Orvosképzés, 1982)
- The Frequency of Carcinoma in Crohn’s Disease. Ihász Mihállyal. (Acta Chirurgica, 1984)
- Alkoholos májbetegség és sárgaság. (Májbetegségek. Szerk. Fehér János. Budapest, 1984)
- Klinische Pathologie der Lebertumoren. (Klinische Onkologie. Jena, 1987)
- A colitis ulcerosa patomorfológiája, különös tekintettel a vastagbél-nyálkahártya sejtes elemeinek elektronmikroszkópos változására a betegség különböző stádiumaiban. Doktori értekezés. (Budapest, 1987)
- Morphologische Untersuchung der Peliosis Hepatitis. (New Aspects in Aetiology and Pathogenezis of Liver Diseases. Halle, 1987)
- Hypothermia-kísérletek a dachaui koncentrációs táborban. (Orvosi Hetilap, 1994)